# Barranca Xoco, Zapotitlán Tablas
Barranca Xoco är en ort i Mexiko.   Den ligger i kommunen Zapotitlán Tablas och delstaten Guerrero, i den sydöstra delen av landet, 230 km söder om huvudstaden Mexico City. Barranca Xoco ligger 1 949 meter över havet och antalet invånare är 110.
Terrängen runt Barranca Xoco är lite bergig. Runt Barranca Xoco är det ganska glesbefolkat, med 40 invånare per kvadratkilometer. Närmaste större samhälle är Copanatoyac, 10,2 km nordost om Barranca Xoco. I omgivningarna runt Barranca Xoco växer huvudsakligen savannskog.